# 沙漏束腹

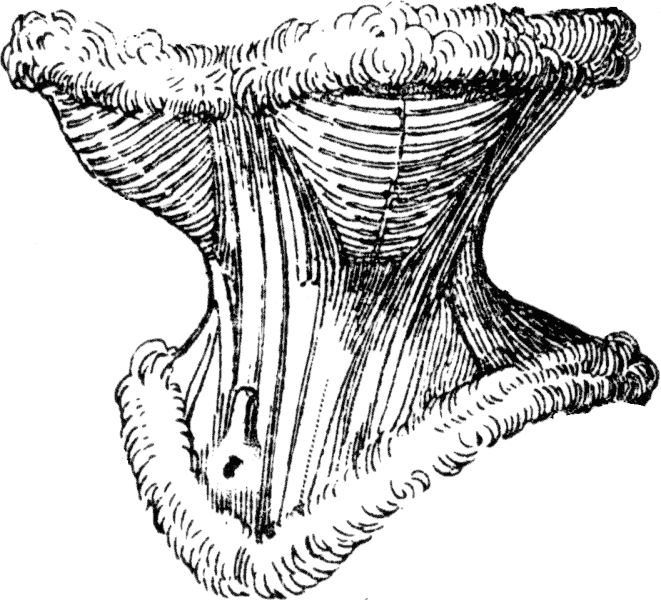
1867的沙漏束腹，典型的沙漏束腹設計。

沙漏束腹（英語：Hourglass corset）是一種形如沙漏的束腹。其頂部及下方較寬，中間相對比較窄（黄蜂腰）。

## 现代式
现代式沙漏束腹，是Fakir Musafar的一项发明。
目前所生产的沙漏束腹，多为这种样式，常被用于产后的腰部功能性恢复等用途。束腹的形状，也不再如它当初得名（HOURGLASS）般的形如沙漏。

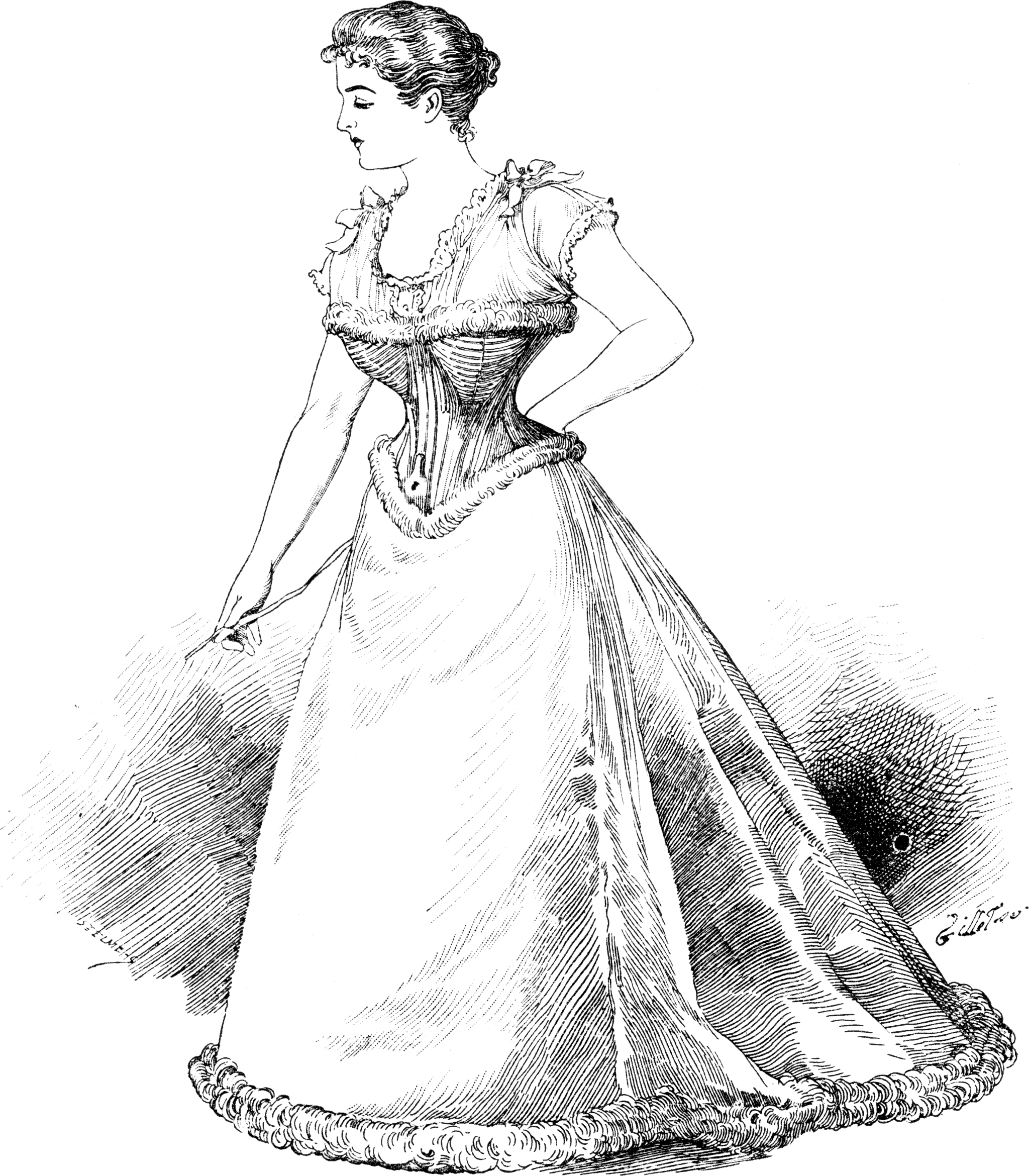
1867年的沙漏束腹

## 维多利亚式

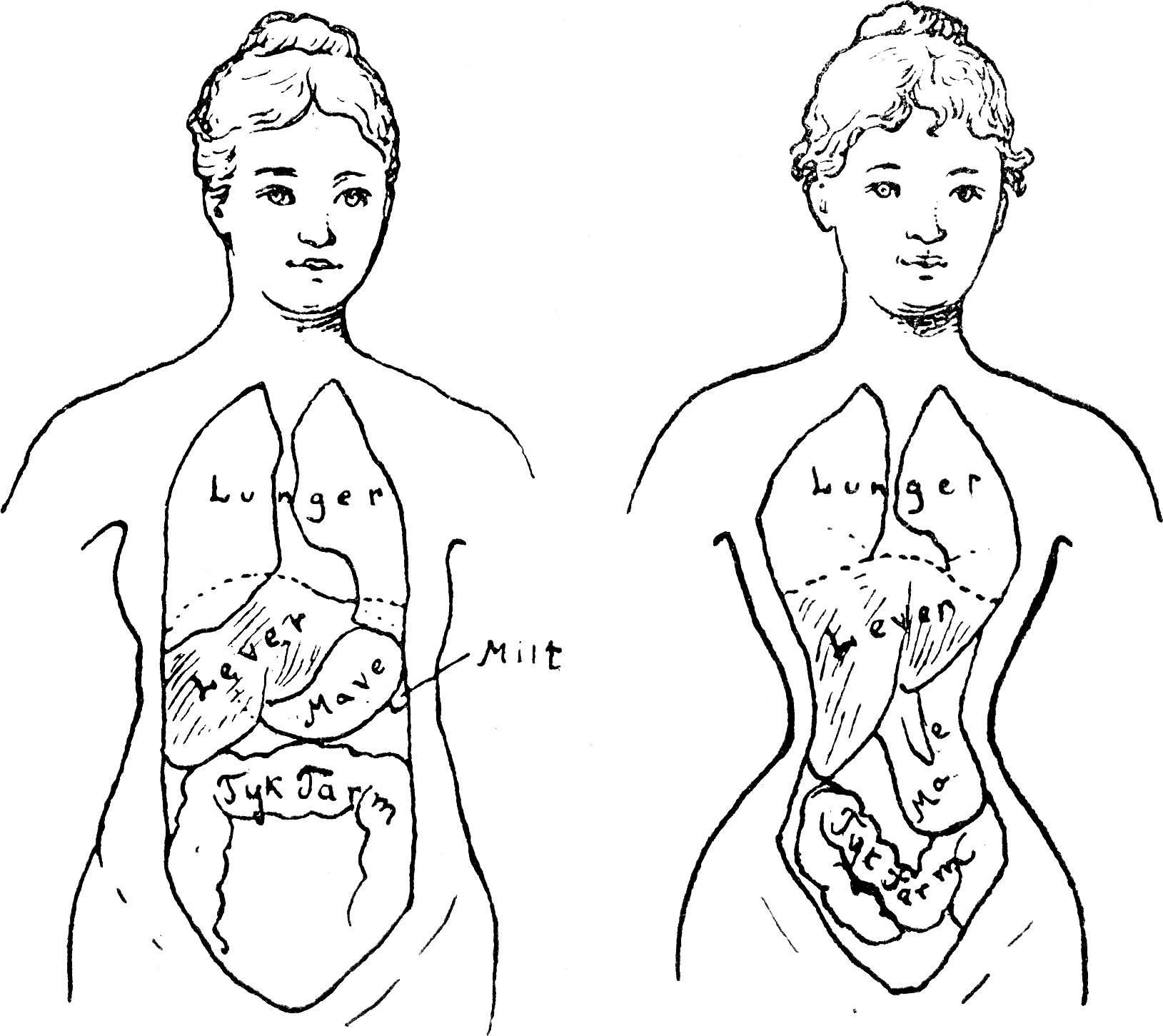
束腹的妇女

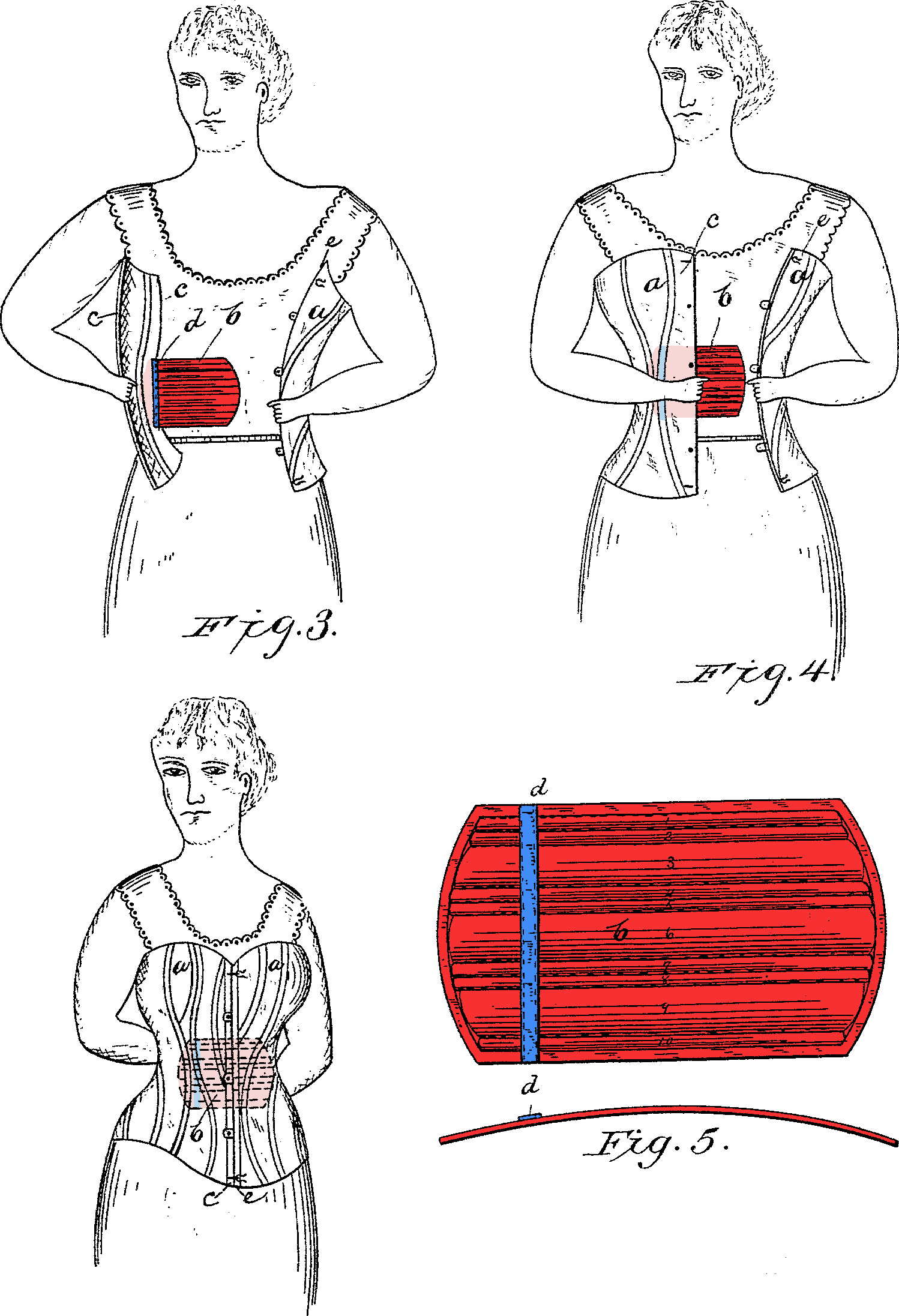
配合沙漏束腹的护胃板.

维多利亚式沙漏束腹是在19世纪30年代到20世纪初流行的沙漏束腹式样。与现代式沙漏束腹，维多利亚式沙漏束腹在带来“蜂腰”效果的同时，也会对健康造成严重损害。

这种沙漏型的束缚内衣最初于1830年前后被应用于时装界，当时流行宽大的裙子、夸张的袖管和削肩，这些元素与束腰配合，以使腰肢更显纤细。这种内衣主要作用于腰部的一小段，并不对肋骨周围的赘肉加以约束，这样，赘肉被挤到内衣上下两边，瘦腰的效果可谓立竿见影。随着时尚的演变，女士的衣着追求一种更苗条修长的效果，裙子和袖管不断缩水，到18世纪80年代，公主服流行起来。这种贴身款式的衣服不在腰部横向缝合，而是垂直的沿整件服装缝合。这样，沙漏束腹的束缚范围扩展至腰部以上，以使身材看起来修长。

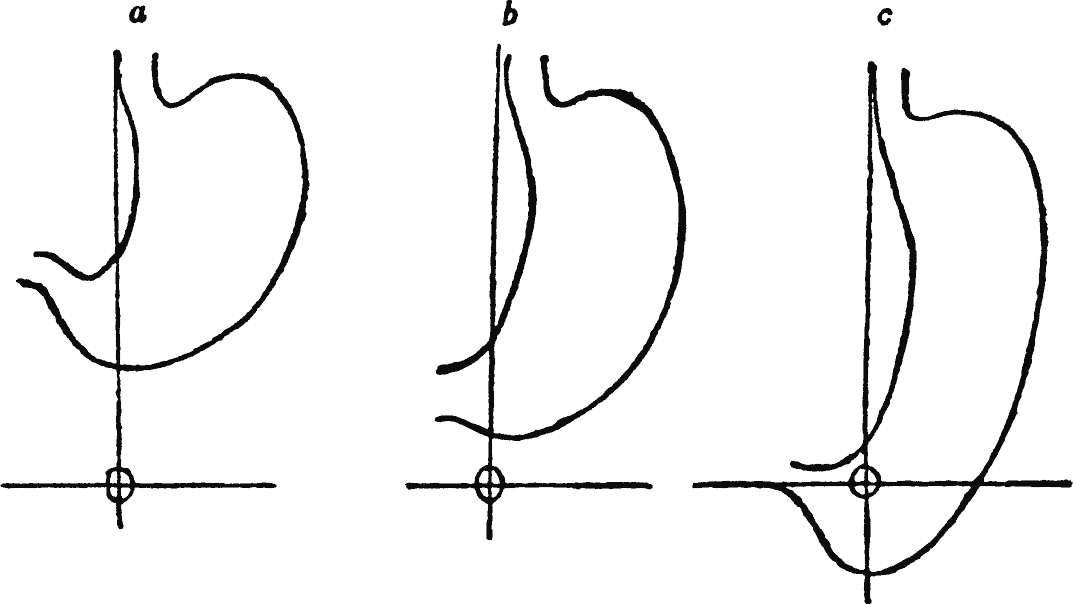
正常的胃（中）与被挤压变形的胃